# Vasili Pashkévich
Vasili Alekséyevich Pashkévich (en ruso: Васи́лий Алексе́евич Пашке́вич, romanización Vasilij Alekseevič Paškevič) (San Petersburgo, 1742-ibidem, 26 de febrero de 1797) fue un compositor, concertino y director de orquesta ruso. 

## Biografía
Fue violinista y concertino en el Teatro Imperial de San Petersburgo. Pashkevich fue el pionero de la ópera entre los compositores rusos con Anyuta (1772), a la que siguió Neschastye ot karety (El accidente del carruaje, 1779). Realizó también dos óperas con libreto de la emperatriz Catalina II: Fevey (1786) y Fedul s det'mi (Fedul y sus hijos, 1792, en colaboración con Vicente Martín y Soler). También compuso óperas en colaboración con compositores italianos afincados en Rusia, como Giuseppe Sarti y Carlo Canobbio (Gli inizi del governo di Oleg, 1790).

## Óperas
- Anyuta (1772)
- Neschastye ot karety (El accidente del carruaje, 1779)
- Sankt Peterburgskiy Gostinyi Dvor (El bazar de San Petersburgo, 1782)
- Pasha tunisskiy (El pachá de Túnez, 1782)
- Fevey (1786)
- Nachal'noye upravleniye Olega (El inicio del gobierno de Oleg, 1790, con Giuseppe Sarti y Carlo Canobbio)
- Fedul s det'mi (Fedul y sus hijos, 1791, con Vicente Martín y Soler)
- Svoya nosha ne tyanet (La carga no es pesada si es tuya, 1794)
- Dva Antona (Dos Antonios, 1804?)
- Skupoy (El avaro, 1811?)